# 中西章一
中西 章一（なかにし しょういち、1932年〈昭和7年〉6月21日 - 2005年〈平成17年〉8月18日）は、日本の北海道を拠点に活動したエッセイスト、ラジオパーソナリティ。

## 経歴
北海道出身。北海道大学総長を務めた丹保憲仁は札幌師範附属小学校（現・北海道教育大学附属小学校）1年からの幼馴染。
旧制北海道庁立第一中学校（現・札幌南高校）在学中に新制高校への移行を経験し、新制札幌北高校を経て、中央大学法学部を卒業。北海道帯広農業高等学校教諭、ホテル三愛(現・札幌パークホテル)勤務を経て、家業である「中西印刷」の社長に就任 。1986年に相談役に就任と同時に、STVラジオ「ジャーナル談話室」に出演を開始。様々なメディアに随筆を執筆する。
1988年からSTVラジオの番組のパーソナリティとして、平日午前のワイド番組を担当。1990年からは早朝のテレビ情報ワイド番組のコメンテーターも務める。1991年からは夕方のどさんこワイドの初代コメンテーターを約10年間担当する。
1990年より腎臓病を患い、闘病生活を送りながらのコメンテーター生活だった。2000年にテレビ・ラジオを引退するが、2003年に三角山放送局でパーソナリティとして復活。2005年8月18日1時5分、多臓器不全のため死去。

## 出演

### テレビ番組
- STVテレビ
  - ちょっと和久井の2時ですよ（1987年～1989年）
  - 朝6生ワイド （1990年4月〜1991年9月）
  - どさんこワイド（1991年～2000年）

### ラジオ番組
- STVラジオ
  - ジャーナル談話室 （「オハヨー! ほっかいどう」内、1986年～1987年）
  - 中西章一の二人三脚 （1988年〜1991年）
  - 中西章一の日曜朝から元気です（1994年～1997年）
- 三角山放送局
  - 三角山タウンボイス～あなたが主役～（2003年～2004年）

## 著書
- 『中島公園のほとりで : 札幌パークホテル二十年のあゆみ』三井観光開発札幌パークホテル、1985年11月15日。
- 『こころの財布』中西出版、1987年6月。